# Obuwnik Prudnik
KS Obuwnik Prudnik – polski klub łuczniczy z siedzibą w Prudniku, założony w 1964 roku.

## Historia

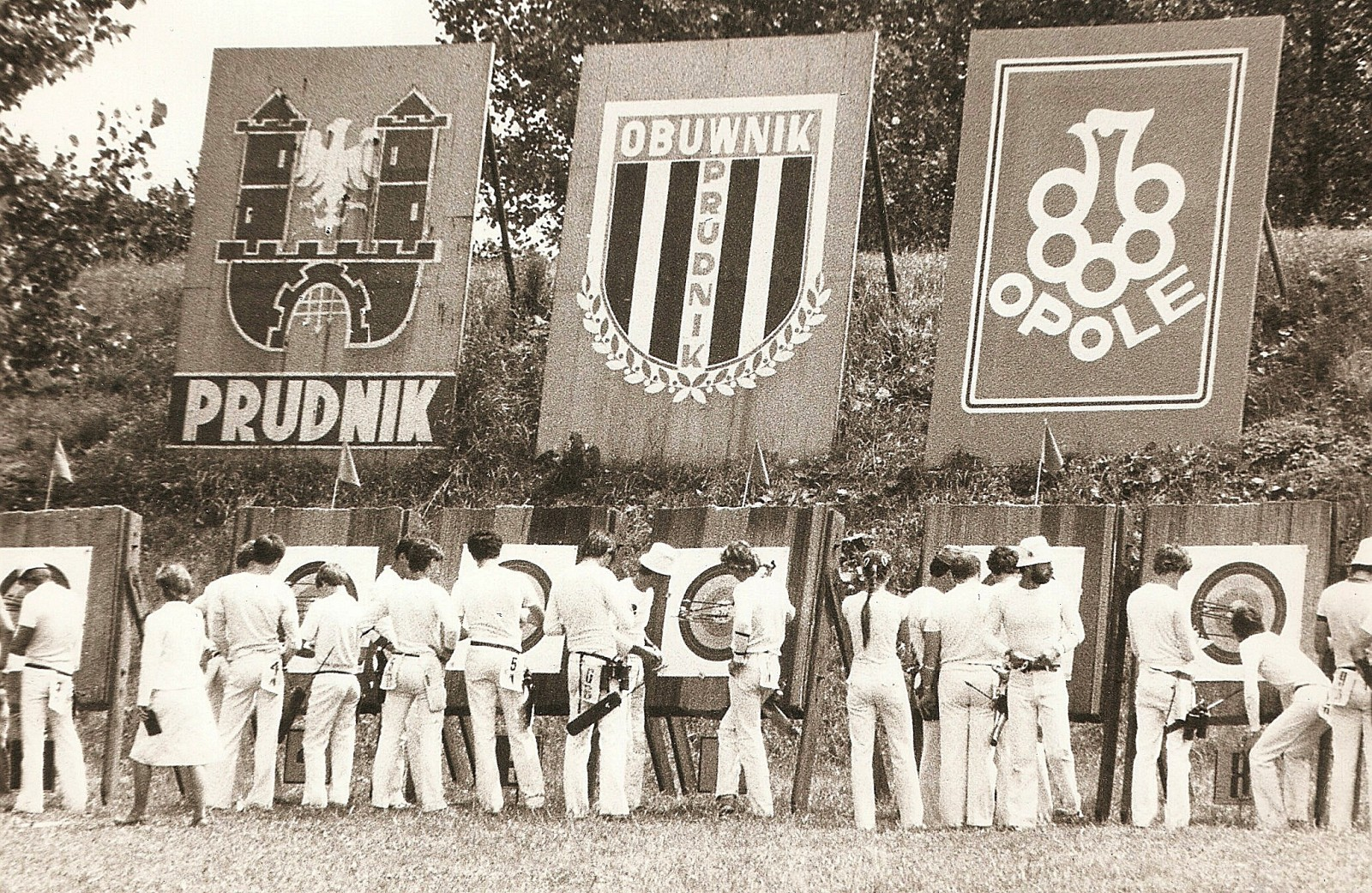
Zawodnicy KS „Obuwnik” (ok. 1985)

20 lipca 1964 w Zakładzie Obuwia w Prudniku powstało Ognisko Towarzystwa Krzewienia Kultury Fizycznej. Założyli je: Wincenty Kołodziej, Jan Szczotka, Roman Karawan, T. Ogłoza, Zbigniew Małkowski, Zbigniew Kozak, Franciszek Szutkowski, L. Bandurowski, Józef Kojdecki, Karolina Żur i S. Bożek. W tym samym roku, TKKF Obuwnik przejęło korty tenisowe w Parku Miejskim od Fabryki Mebli. Pierwsze zawody łucznicze w Prudniku zostały rozegrane 5 września 1965. Latem 1967 powstał Opolski Okręgowy Związek Łuczniczy. 24 września 1967 zostały zorganizowane pierwsze oficjalne zawody, które były eliminacjami do Mistrzostw Okręgu. Odbyły się na plaży Jeziorem Turawskim w Szczedrzyku. Obuwnik Prudnik zajął w nich IV miejsce zespołowo.
Pierwsze Mistrzostwa Opolszczyzny w łucznictwie zostały rozegrane 2 października 1967 w Głuchołazach. Henryk Iwanecki i Józef Łuczko z Obuwnika zajęli odpowiednio I i III miejsca w kategorii juniorów, w kategorii młodzików I miejsce zajął Adam Drohomirecki, II miejsce Antoni Kobak, III miejsce Stanisław Karawan, a w kategorii młodziczek I miejsce zajęła Elżbieta Karawan. 28 lipca 1968 Okręgowy Związek Łuczniczy w Opolu zorganizował po raz pierwszy zawody o Puchar Przechodni, w którym Obuwnik zajął II miejsce. W Mistrzostwach Seniorów w Głogówku klub notował sporo dobrych wyników, a Jadwiga Pawlik zdobyła mistrzostwo okręgu. W drużynowych Mistrzostwach Opolszczyzny, rozegranych w IV rundach, Obuwnik zajął II miejsce.
W 1968 klub zaczął kłaść szczególny nacisk na szkolenie młodzików, chcąc ich dobrze przygotować do XXXII Mistrzostw Polski w Poznaniu. Zawodnik Obuwnika Bogdan Małkowski zdobył tytuł Mistrza Polski w konkurencji ŁC oraz dwa tytuły wicemistrzowskie. W tym czasie Obuwnik otrzymał od Centralnej Rady Związków Zawodowych pierwsze dwa tuziny strzał metalowych produkcji NRD i 2 łuki wyczynowe. Mając nowy sprzęt klub zgłosił się do rozgrywek III ligi, a sekcję młodzików do ligi młodzieżowej.
Młodzicy szybko uzyskali awans do II ligi. Zawodnicy Obuwnika zaczęli wyjeżdżać na zawody do Wrocławia, Wołowa i Strupiny. Klub wzbogacił się o kolejny sprzęt i otrzymał salę do treningów w sezonie zimowym, przy obecnej ulicy Armii Krajowej. Podczas Halowych Łuczniczych Mistrzostwa Śląska Seniorek w Zawierciu rozegranych 13 kwietnia 1969 Jadwiga Pawlik zajęła I miejsce w konkurencji 2x30 m uzyskując wynik 388 punktów, dzięki czemu zdobyła tytuł Mistrza Śląska.
Od 24 października 1970 w skład Zakładowego Klubu Sportowego Obuwnik Prudnik wchodziły 3 sekcje: łucznictwa, tenisa stołowego i tenisa ziemnego. W 1971 klub awansował do II ligi. Zakupiono kilka krajowych łuków „Condor” z Bielska i zorganizowano obóz sportowy nad Wisełką.
W 1972 odebrano zawodnikom Obuwnika możliwość trenowania na prowizorycznym torze na kortach tenisowych w prudnickim Parku Miejskim. Sportowcy przenieśli się na pobliski Ogródek Jordanowski, również w parku, a następnie na łąkę w okolicy strzelnicy wojskowej. W 1973 klub awansował do I ligi.
Klub podjął starania budowy torów łuczniczych w miejscu nieużywanego Stawu Dolnomłyńskiego, w którym od kilku lat nie było już wody. Z inicjatywy kierownictwa zakładu Obuwia w Prudniku przystąpiono do budowy toru. Większość pracy wykonali w czynie społecznym zawodnicy i pracownicy zakładu. Prace melioracyjne nadzorował Jan Roszkowski z Wydziału Melioracji w Prudniku. Obok torów powstało oświetlone lodowisko. W dniach 21–24 sierpnia 1975 w Prudniku odbyły się XXXIX Mistrzostwa Polski w Łucznictwie.
W 1973 roku klub zdobył 6 gwiazd Fédération Internationale de Tir à l’Arc, jedną klasę mistrzowską międzynarodową i dwie klasy mistrzowskie krajowe. 13 zawodników Obuwnika miało II klasę krajową. W kadrze narodowej znaleźli się: seniorka Jadwiga Pawlik, juniorka Elżbieta Kukla i młodzik Andrzej Truch. Pawlik objęta została przygotowaniem do Olimpiady w Montrealu. Wtedy też klub awansował do I ligi.
W 1977 zawodniczka Obuwnika Jadwiga Wilejto wywalczyła w Canberze w Australii tytuł wicemistrzyni świata. Wkrótce po tym wygrała międzynarodowe zawody w Czechosłowacji, przy okazji bijąc rekord Polski w pojedynczej Rundzie FITA. Wilejto zdobyła tytuł indywidualnej mistrzyni Polski, a wraz z Janiną Szpytko, Jadwigą Pawlik-Kaszą, Joanną Pawlik, Katarzyną Firan i Alicją Siemiankowicz – pierwsze miejsce w klasyfikacji drużynowej.

## Sukcesy
- I miejsce na Mistrzostwach Polski (3): 1977, 1984, 2015
- II miejsce na Mistrzostwach Polski (2): 2004, 2016
- III miejsce na Mistrzostwach Polski (5): 2013, 2016, 2017, 2018, 2019

## Zawodnicy
Reprezentanci klubu zostali powołani do kadry narodowej na I półrocze 2015 roku. Są wśród nich m.in.:

### Kobiety
- Milena Barakońska – halowa wicemistrzyni Polski w mikście z łuku klasycznego (2014)[11] oraz halowa, drużynowa wicemistrzyni Polski z łuku klasycznego (2014)[11]
- Aleksandra Wojnicka – halowa, drużynowa wicemistrzyni Polski z łuku klasycznego (2014)[11]
- Karolina Farasiewicz – reprezentantka Polski na Mistrzostwa Europy Juniorek 2015[10] oraz halowa, drużynowa wicemistrzyni Polski z łuku klasycznego (2014)[11]

### Mężczyźni
- Michał Kamiński – drużynowy mistrz Polski seniorów (2013)[12], młodzieżowy mistrz Polski w mikście (2014)[13]
- Dominik Makowski – drużynowy mistrz Polski seniorów (2013)[12]
- Kasper Helbin – drużynowy mistrz Polski seniorów (2013)[12], halowy wicemistrz Polski w mikście z łuku klasycznego (2014)[11]

## Związani z klubem
Z klubem związani byli m.in.:
- Jadwiga Wilejto – trzykrotna olimpijka (1972, 1976, 1980), dwukrotna mistrzyni świata (1971, 1977), mistrzyni Europy (1976) oraz była rekordzistka świata, późniejsza trener w klubie[14]
- Joanna Helbin – olimpijka z Seulu (1988), mistrzyni Polski w wieloboju indywidualnym (1984)[15]
- Adam Świerkocz – generał brygady pilot Wojska Polskiego.
- Kasper Helbin – medalista mistrzostw Polski
- Karolina Farasiewicz – mistrzyni Europy w łucznictwie halowym (2017)